# 斯特凡·恰尔涅茨基
斯特凡·恰尔涅茨基（波蘭語：Stefan Czarniecki；1599年—1665年2月16日），波兰立陶宛联邦贵族、军事家。恰尔涅茨基出身于下层贵族家庭，由朝臣逐步成长为波兰最重要的军事将领之一。1664年7月22日，他接任基辅省总督一职。1665年1月2日，在其去世前夕，波兰立陶宛联邦又授予其波兰王国前线盖特曼的职位。他被普遍视为杰出的军事指挥官以及波兰的民族英雄，在波兰历史中占有重要地位，波兰国歌也提及了他的名字。
恰尔涅茨基曾参与平定赫梅利尼茨基之乱、十三年战争、第二次北方战争等重要战争。在抗击瑞典入侵时，他巧妙地运用了游击战术，最终使波兰成功击退了瑞典入侵军。

## 生平

### 早年生涯
1599年，斯特凡·恰尔涅茨基出生于波兰南部恰尔恩察的一个什拉赫塔家庭。由于缺乏具体而准确的出生证明，故其具体出生日期存在争议。以莱谢克·波德赫罗德茨基和亚当·克斯滕为代表的大多数历史学家认同1599年这一观点，而兹齐斯瓦夫·斯皮拉尔斯基则认为恰尔涅茨基应出生于1604年。其父亲克日什托夫·恰尔涅茨基是一名老兵，曾在16、17世纪之交参与多场战争，后担任波兰王后康斯坦絲的朝臣。历史学家米罗斯瓦夫·纳吉尔斯基指出，恰尔涅茨基的家境并不富裕，从而限制了他的生活机会；但波德赫罗德茨基的观点则与此相反，他认为，恰尔涅茨基家族拥有数座村庄和一座城镇，家庭条件堪称优渥。然而，恰尔涅茨基有十个兄弟姊妹（他在九兄弟中排行第六），家族又分为不同的支系，使得家庭资源仍相对短缺。但克日什托夫与王后宫廷的紧密联系，使他能够借助其宫廷影响力，为其子女的生涯减少阻力，他的儿子们多能够担任朝臣。
时至今日，历史学界对恰尔涅茨基的童年尚一无所知。受家庭条件限制，恰尔涅茨基无法出国留学（他的八名兄弟中只有一人能够留学），因此他很早就开始了军事生涯。他曾就读于克拉科夫、桑多梅日等地的耶稣会学校，接受了较为完备的中等教育。毕业后，他开始担任波兰王子扬·卡齐米日（后即位成为波兰国王）的朝臣。由于恰尔涅茨基负担不起加入驃騎兵部队所需的装备费用，所以，1621年春天，他加入利索夫琴岑雇佣兵组织，在此期间习得兵法。18岁时，他已经成为一名军官，并参加了霍腾战役。在这场战役中，波兰立陶宛联邦军队取得了对奥斯曼土耳其军队的决定性胜利，成功阻挡了后者的凌厉攻势。恰尔涅茨基在利索夫琴岑雇佣兵度过的岁月，对其后来的战略战术产生了深远的影响，其中包括毫不犹豫地采取任何必要手段来获取胜利。
1623年，其在哥萨克部队服役的兄弟帕维乌获得擢升，并招募了包括恰尔涅茨基在内的几名兄弟加入他的部队，恰尔涅茨基得以二度从军。1624年，这支部队在盖特曼斯坦尼斯瓦夫·科涅茨波尔斯基麾下与鞑靼人作战，并参加了马尔蒂努夫战役。1625年，哥萨克首领马可·日迈洛发动叛乱，恰尔涅茨基随军平叛。随后，1626年至1629年，他参与了波瑞战争，与古斯塔夫·阿道夫作战。战争期间，他率领轻骑兵部队侦察、转移、突袭敌方领土。1627年，恰尔涅茨基因战功获得擢升。同年8月，他参加了迪尔绍战役，是次战役中，古斯塔夫·阿道夫仅以身免。这段时间里，他通过观察其指挥官科涅茨波尔斯基，以及瑞典人、哥萨克人、鞑靼人等敌人的战术，积累了丰富的军事经验。
1630年，波瑞战争结束，恰尔涅茨基加入哈布斯堡军队，继续与瑞典人作战，并参加了布萊登菲爾德戰役。1633年，恰尔涅茨基返国，再次加入波兰立陶宛联邦军队，在瓦迪斯瓦夫四世的麾下参加斯摩棱斯克战争，与俄罗斯作战。在这次战争中，他从参战的西欧雇佣兵团那里学习了先进的战术理念。1633年12月，他指挥一支突袭部队，在俄罗斯后方大肆袭击、掠夺，从而制造恐慌，扰乱俄军补给线，并焚毁了科澤利斯克。由于他在这场战争中的战绩，恰尔涅茨基再次被擢升，并获得了斯摩棱斯克省斯塔羅杜布附近的一些土地。
战后，恰尔涅茨基被调往更富声望的驃騎兵部队。可能由于王家军队名额的减少，他在瓦迪斯瓦夫·米什科夫斯基和后来的斯坦尼斯瓦夫·卢博米尔斯基总督等人的私人编队中服役。1635年，他可能担任扬·卡齐米日的军事顾问，并可能陪同其前往维也纳。1637年，恰尔涅茨基与索菲亚·科别日茨卡结婚。随后，哥萨克首领帕夫洛·帕夫柳克发动叛乱，他率军平叛。其间，他率领骑兵冲锋，在库梅伊基取得了决定性的胜利。同年早些时候，他开始担任华沙众议院的军事代表。

### 与哥萨克作战

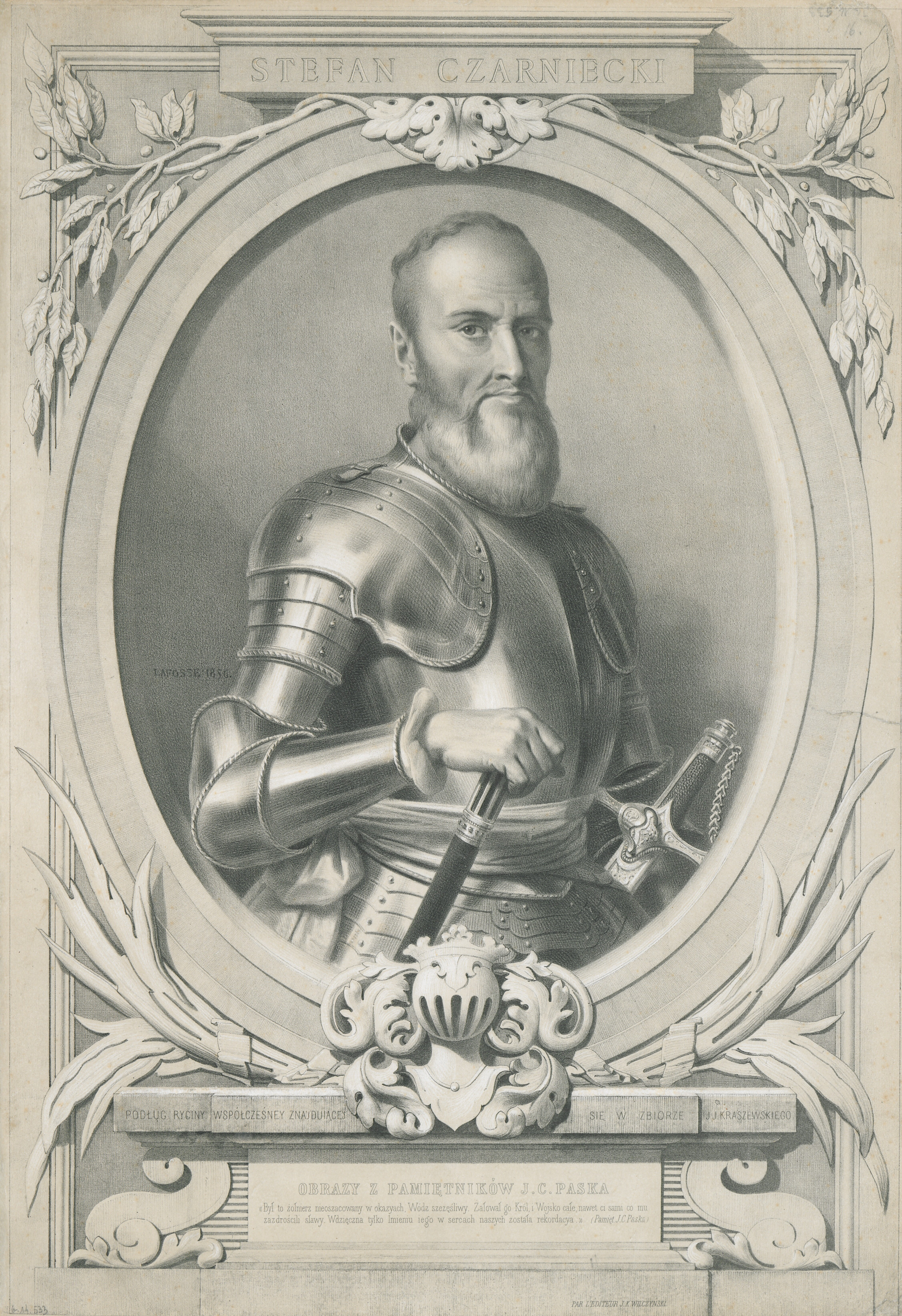
斯特凡·恰尔涅茨基

此后几年间，波兰立陶宛联邦东南边境地区局势持续动荡，这其中包括恰尔涅茨基的安家之所伊伦采（Illńce）。1644年，他在科涅茨波尔斯基的领导下参与了奥赫马图夫战役，大败由图阿伊贝伊领导的克里米亚汗国军队。在这场战役中，他的骑兵部队冲锋再次发挥了决定性的作用，使其声名鹊起。同年，恰尔涅茨基再度获得擢升。
1648年，乌克兰哥萨克将领博格丹·赫梅利尼茨基因遭受不公待遇，愤而发动叛乱。1648年5月16日，恰尔涅茨基在若夫季沃德戰役中被赫梅尔尼茨基俘虏，但旋即被赎回。被释放后，他负责组织柯达堡垒的防御，但随着该堡垒于9月26日向叛军投降，恰尔涅茨基再度被俘，直到1649年秋季《兹博里夫条约》签署，他才被释放。此后，他加入盖特曼米克瓦伊·波托茨基的驃騎兵部队，并与新任国王扬·卡齐米日会面。1651年，他参与了别列斯特赫科战役以及白采尔科维战役。1652年，他第二次担任众议院军事代表。根据纳吉尔斯基的说法，恰尔涅茨基在从众议院返回的途中，亲眼目睹在巴托赫战役中被哥萨克俘虏的几千名波兰人惨遭杀戮；这样的经历让他相信与波兰的敌人妥协是不可能的。然而，波德赫罗德茨基指出，另一位历史学家沃伊切赫·雅采克·德乌戈文茨基（Wojciech Jacek Długołęcki）质疑此经历的真实性，并认为没有确凿的证据证明恰尔涅茨基确实在巴托赫，而能够证明大屠杀进一步升级了仇恨和敌对行动的则是战后不久恰尔涅茨基写的一封信，他在信中承诺，如果集结足够的军队并将其归他指挥，那么他将杀掉大多数的乌克兰人。
那一年晚些时候，国王授予恰尔涅茨基土地以及军需官的职位。1653年，他率领一支部队前往乌克兰，洗劫了哥萨克控制的大部分土地，但部队自身的损耗也很大。在此期间，他在莫納斯特里斯卡负伤。1655年1月，恰尔涅茨基参加了奥赫马蒂夫战役。同年5月，因为国王扬·卡齐米日敬重他的经验，他从乌克兰被召回，并被要求出席一个新成立的战争委员会，讨论瑞典带来的迫在眉睫的战争威胁。那一时期，恰尔涅茨基声誉卓著，众议院经常通过决议赞扬他为收复乌克兰所做的努力，他甚至受到当时作为波兰盟友的奥斯曼帝国的高度重视。1655年5月14日，他被授予基辅城主一职，因此成为参议院的成员。

### 抗击瑞典入侵

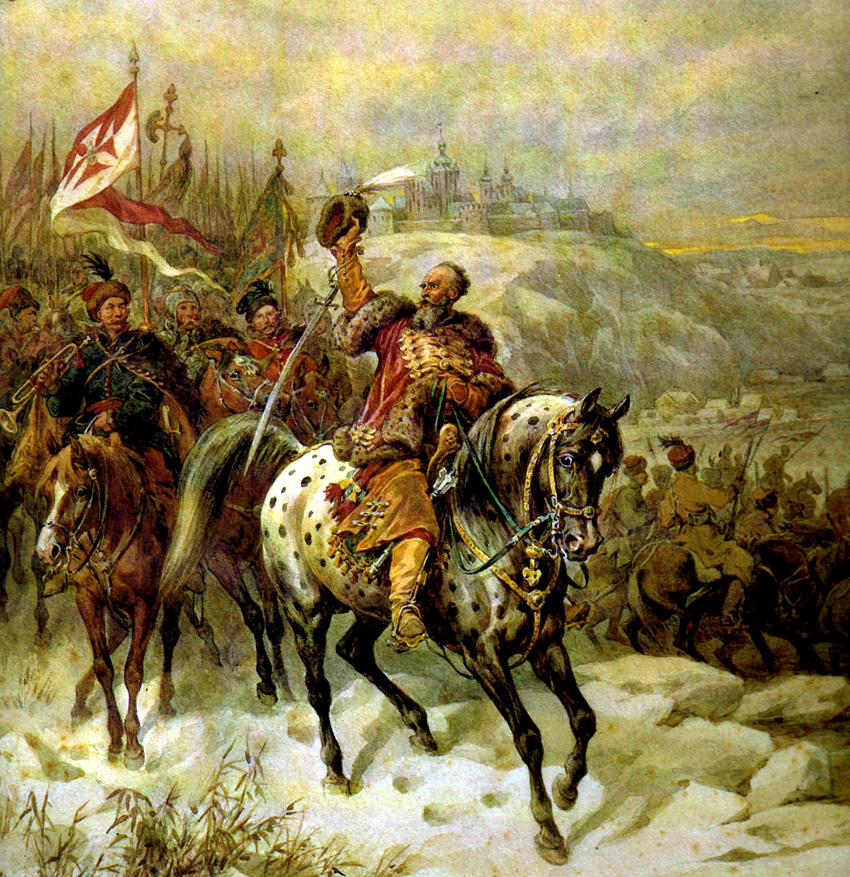
《恰尔涅茨基在普沃克附近》，朱利叶斯·科萨克绘

1655年，瑞典国王卡尔十世·古斯塔夫悍然入侵波兰，兵锋直达克拉科夫。恰尔涅茨基成功地保卫了这座城市，因而声名远扬；最终，波兰与瑞典达成协议，恰尔涅茨基率军撤退。尽管包括大多数参议员和盖特曼在内的多数军队都暂时投奔瑞典，但他本人仍旧保持对波兰的忠诚。他公开表达对当时在国外避难并正在考虑退位的摇摆不定的国王的支持，对战情的发展起到了决定性的作用。由于他的持续支持，国王奖励了他更多的土地和副盖特曼的头衔。
他率领游击队员与卡尔十世的瑞军作战，尽管游击战术遭到了盖特曼的反对，但这一战术确实颇有效果。瑞典军队的机动性好，火力强大，但面对恰尔涅茨基的游击队员时，却显得相当脆弱。他在1656年2月中旬的戈瓦布战役中败北，但后来又多次大败瑞典军队，其中典型的是当年4月的瓦尔卡战役。然而，战况复杂多变，在同一年的克雷科战役和克西尼亚（Kscynia）战役中，恰尔涅茨基被瑞典军队击败。然而，总的来说，失败是有限的，在大多数情况下，他能够带着他的大部分军队井然有序地撤退。在他的指挥下，大波兰地区反对瑞典军队的起义取得了成功。尽管华沙战役本身违背了他的建议，且在这场战役中波兰军队被击败，但他随后的战略抵消了这次失败的不良影响。恰尔涅茨基虽然获得了国王的大力支持，但波兰国内许多年长、有名望的贵族对其还是不以为然，并成功阻止其获得盖特曼的头衔。第二年年初，他担任鲁塞尼亚省总督一职，并获得了“王家军队将军和副司令”的头衔，使他获得了非官方的司令官地位。而王国前线盖特曼这一头衔则被授予耶日·塞巴斯蒂安·卢博米尔斯基。他也是一名优秀的指挥官，但成就上不及恰尔涅茨基，之所以能获得这一头衔，主要是因为其出身于波兰望族卢博米尔斯基家族。恰尔涅茨基对此做出了著名的评论：“我的成就不是来自盐，也不是来自土地，而是来自那些伤害我的东西。”暗指卢博米尔斯基家族靠食盐贸易和农业发家致富，而恰尔涅茨基家族则是通过军事成就才得以确立地位——然而，决定一个人是否能担任盖特曼的因素，并不是军事经验，而是财富和政治。

### 晚年生活

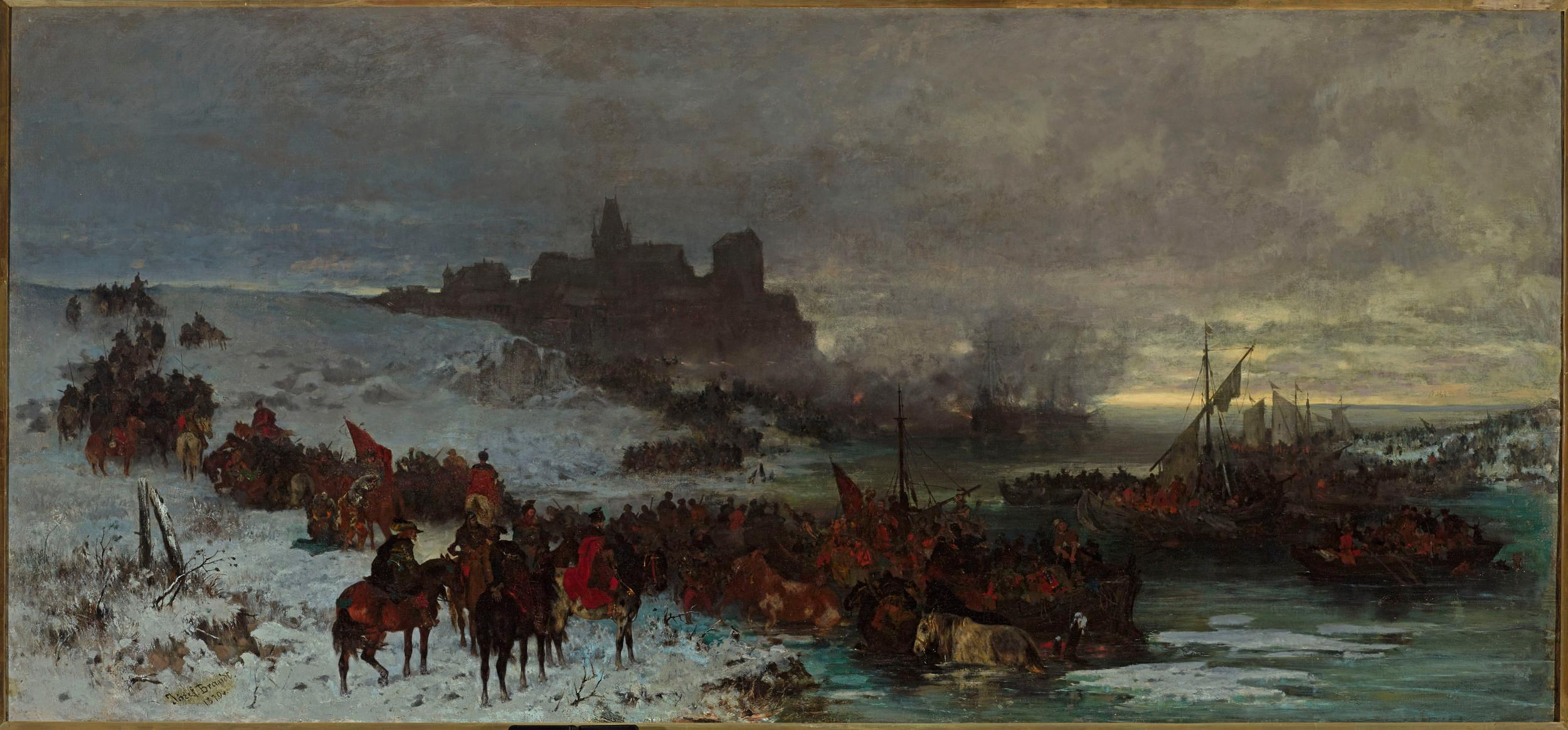
《恰尔涅茨基在科灵战役》，约瑟夫·布兰德特绘

1657年，恰尔涅茨基在马杰罗战役中击败了乔治二世·拉科奇的军队。1658年至1659年，他在丹麦-瑞典战争期间帮助丹麦一方，参加了科灵战役。
1660年，波兰和瑞典两国签署了《奥利瓦条约》，解决了两国之间诸多悬而未决的分歧，但与俄罗斯之间的战争再次爆发，因此恰尔涅茨基被派往东部边境。他率领军队，先后赢得了波沃卡战役、巴西亚战役和库斯利基战役的胜利。这三场战役的胜利，使恰尔涅茨基的声望达到了巅峰。国王扬·卡齐米日试图让其参与一项计划，意图绕过自由选王制，在国王生前即指定继承人（扬·卡齐米日中意的继承人为路易“大孔代”）。由于与波兰的传统相违背，这一计划相当不受欢迎，并使得恰尔涅茨基在军队当中的名声一落千丈，许多人批评他挪用了俄罗斯赎回波沃卡战役俘虏的赎金。1662年的众议院会议期间，一些军事代表要求对其加以制裁和惩罚。
1664年，他率领军队与俄军作战，但赫卢希夫之围却以失败告终，同时伊万·西尔科领导哥萨克发动起义，迫使波兰军队撤退。这也是恰尔涅茨基一生中的最后一次作战。
1664年7月22日，恰尔涅茨基就任基辅省总督一职，次年1月2日又被授予波兰王国前线盖特曼的职位。在接到这一消息之前，他已在雷相卡负伤。由于国王担心被其放逐的大贵族耶日·塞巴斯蒂安·卢博米尔斯基可能发动叛乱，于是他决定召回恰尔涅茨基。由于舟车劳顿，1665年2月16日，在赢得这份最高荣誉的六个月后，恰尔涅茨基在利沃夫附近的索科武夫卡因伤口感染而逝世。

## 身后与纪念

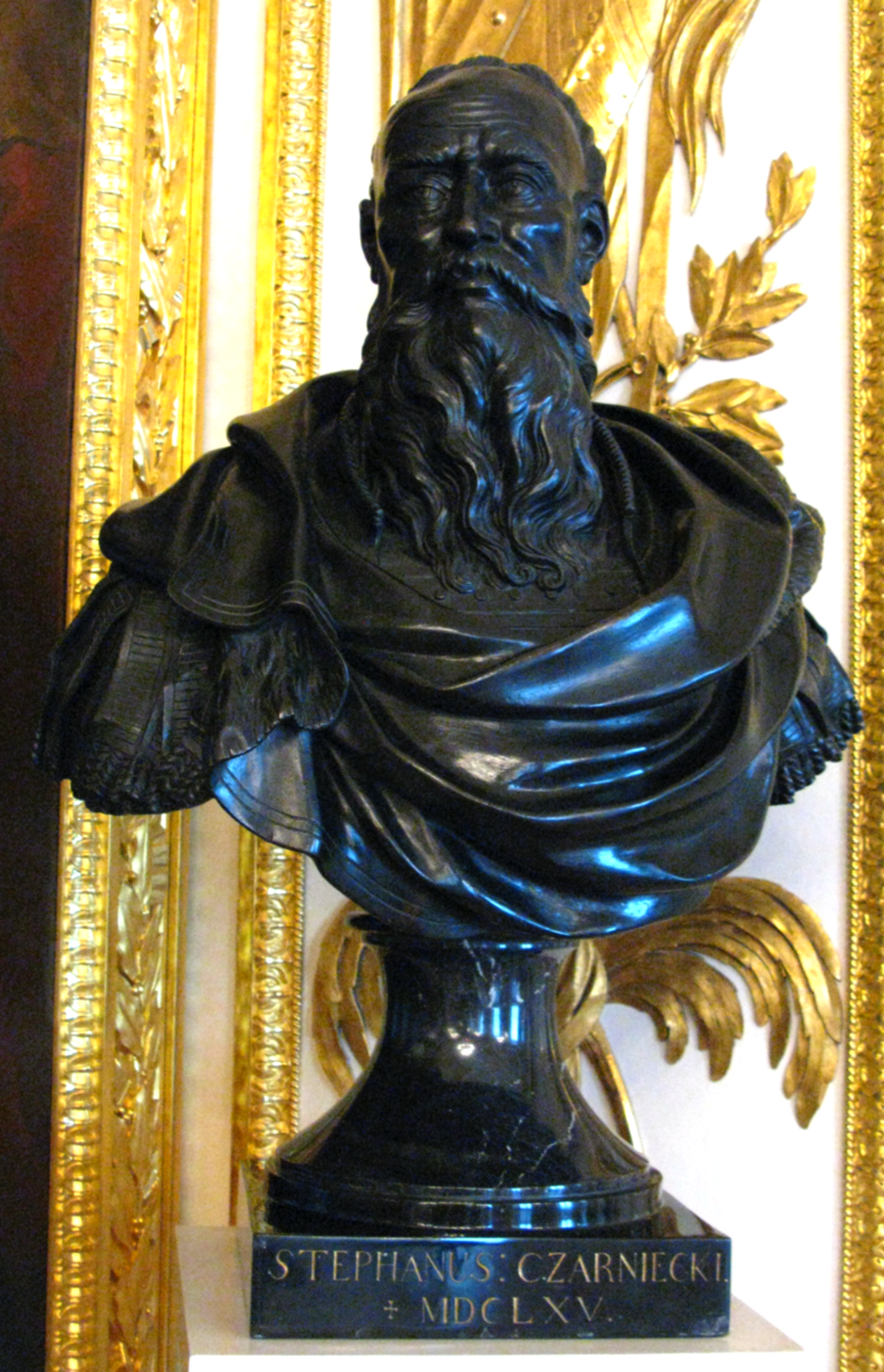
陈列于华沙皇家城堡内的斯特凡·恰尔涅茨基胸像

恰尔涅茨基逝世后，波兰立陶宛联邦为其举行国葬，葬于恰尔恩察的一座由他建立的教堂的墓室中。他将自己的财产留给了自己的侄子斯特凡·斯坦尼斯瓦夫·恰尔涅茨基，但恰尔涅茨基家族的地位并没有持续多久，他积累的财富反而成为了布拉尼基家族崛起的基础。
恰尔涅茨基被视为波兰历史上最为杰出的指挥官之一。波德赫罗德茨基对其采用的战术予以高度赞扬，并指出他是那个时期波兰主要军事指挥官中服役时间最长的，共参加了27场大型战役，并指挥了其中的17场。在大洪水时代期间，恰尔涅茨基为波兰最终击败瑞典入侵军做出了重要贡献，但他与俄罗斯军队的战斗则更为成功。而他从一个下层贵族家庭出身的朝臣成长为盖特曼和富豪的经历，在波兰立陶宛联邦的历史上是前所未有的。
| Jak Czarniecki do Poznania Po szwedzkim zaborze, Dla ojczyzny ratowania Wrócim się przez morze. | 就像恰尔涅茨基到波兹南 结束瑞典人的占领 为了保卫我们的祖国 我们将渡海归来 |

恰尔涅茨基还在世的时候，就已经成为了诸多诗歌和音乐作品的主角。在他人生的最后几年流行的关于他的负面谣言则很少流传下来。在波兰启蒙时期，斯坦尼斯瓦夫·波托茨基、弗朗西谢克·卡尔平斯基、朱利安·乌尔辛·尼姆切维奇和弗朗西谢克·克萨维里·德莫夫斯基（Franciszek Ksawery Dmowski）等诗人和作家都创作过关于他的作品。米哈乌·克拉耶夫斯基创作的传记则巩固了恰尔涅茨基将波兰从外敌入侵和无政府状态中拯救出来的英雄形象。进入19世纪，波兰被俄罗斯、奥地利、普鲁士三国瓜分，这一时期的浪漫主义艺术家将他作为爱国主义的象征，并提醒人们不要忘记波兰昔日的军事成就。齊格蒙特·克拉辛斯基在他的诗作《黎明之前》中提及了恰尔涅茨基，但有关他的最著名的文学作品则是亨利克·显克微支的卫国三部曲，尤其是其第二部《洪流》。他追击撤退到波美拉尼亚与丹麦的瑞典人的过程，尤其是他率领他的整支军队渡海前往丹麦的阿尔斯岛的事迹，被写入了波蘭軍團颂歌《波兰没有灭亡》中，而这首颂歌在波兰恢复独立后成为了波兰的国歌。波兰第二共和国时期，出现了一些更为现代、严肃的历史著作，开始客观地分析他的人生经历；其中，瓦迪斯瓦夫·恰普林斯基写道，恰尔涅茨基“首先是一名士兵”，并指出了他的一些缺点，例如野蛮和贪婪。现代关于恰尔涅茨基的史学研究主要有恰普林斯基、斯坦尼斯瓦夫·赫布斯特、亚当·克斯滕、兹齐斯瓦夫·斯皮拉尔斯基等人的著作；然而，波德赫罗德茨基则指出，尽管恰尔涅茨基是波兰历史上的重要人物，在波兰史学界中得到了广泛讨论，相关著作汗牛充栋，但其从未成为波兰以外的历史学家感兴趣的主题，并得出结论，即他是波兰的重要历史人物，却不是欧洲的重要历史人物。

## 延伸閱讀
- Waldemar Kowalski, Stefan Czarniecki: zolnierz, Obywatel, Polityk, Kieleckie Towarzystwo Naukowe, 1999, ISBN 8386006285
- Zdzisław Spieralski, Stefan Czarniecki, 1604-1665, Warszawa, Wydawn. Ministerstwa Obrony Narodowej, 1974
- Historya Stefana na Czarncy Czanieckiego Wojewody kijowskiego hetmana polnego koronnego przez Ks. Michała Krajewskiego s.p.